# Klapopteryx
Klapopteryx is een geslacht van steenvliegen uit de familie Austroperlidae. De wetenschappelijke naam van het geslacht is voor het eerst geldig gepubliceerd in 1928 door Navás.

## Soorten
Klapopteryx omvat de volgende soorten:
- Klapopteryx armillata Navás, 1928
- Klapopteryx kuscheli Illies, 1960